# Kadekolla, Kudligi
Kadekolla là một làng thuộc tehsil Kudligi, huyện Bellary, bang Karnataka, Ấn Độ.